# Ateloglossa isolata
Ateloglossa isolata är en tvåvingeart som först beskrevs av West 1924.  Ateloglossa isolata ingår i släktet Ateloglossa och familjen parasitflugor. Inga underarter finns listade.